# روزنک (بندپایان)

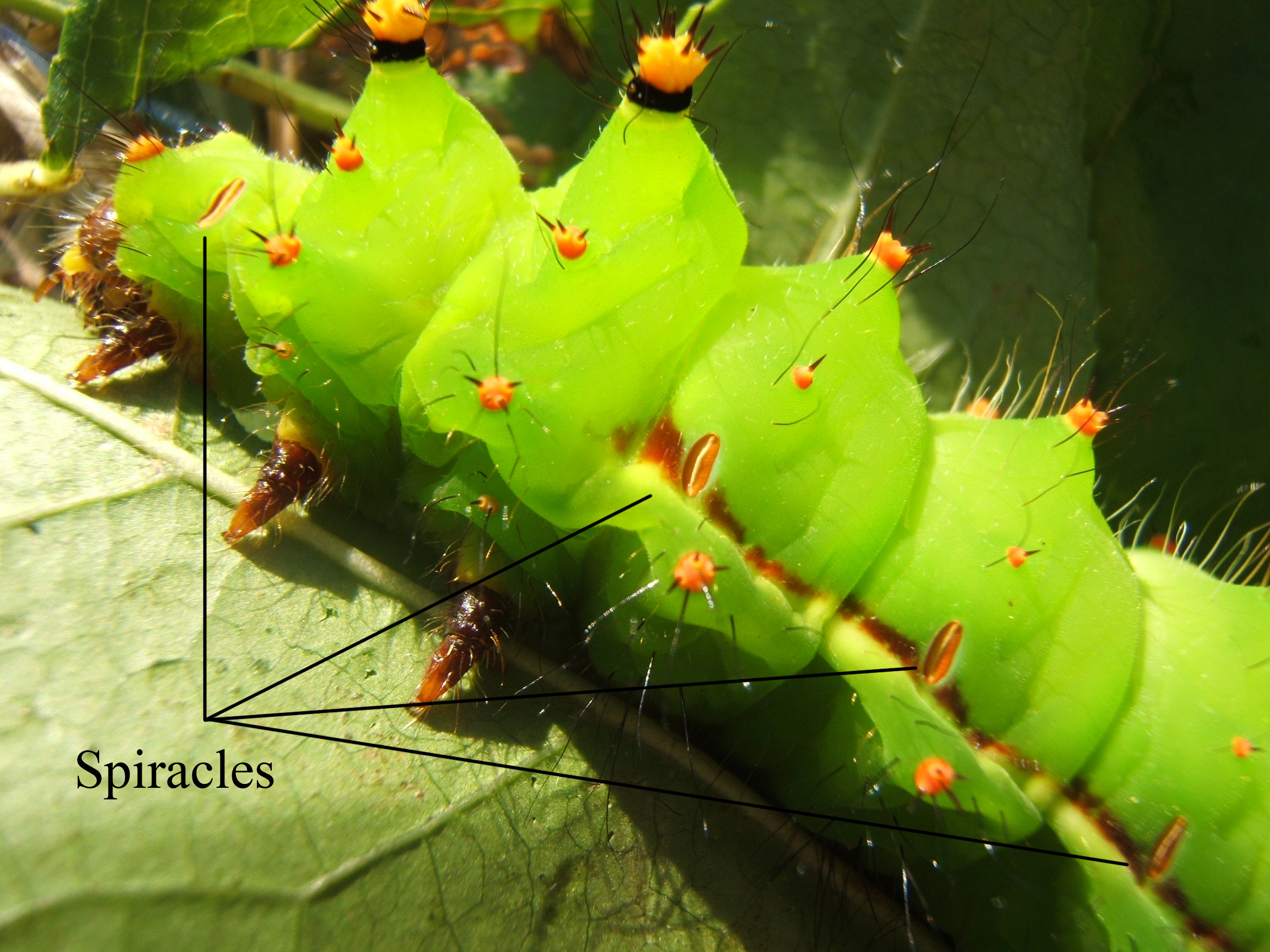
لارو شاپرک ماه هندی (Actias selene) با تعدادی روزنک علامت‌گذاری شده

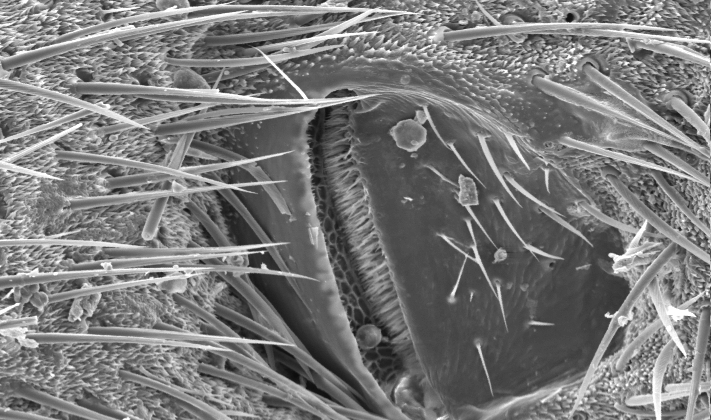
میکروگراف الکترونی روبشی دریچهٔ روزنک در یک جیرجیرک

روزنک یا اسپیراکل منفذی است که در اسکلت بیرونی حشرات، هزارپایان، کرم‌های مخملی و برخی عنکبوت‌ها وجود دارد تا هوا بتواند وارد نای شود. در سیستم تنفسی حشرات، لوله‌های نای عمدتاً اکسیژن را مستقیماً به بافت‌های جانور می‌رسانند. این روزنک‌ها را می‌توان به شیوه‌ای کارآمد باز و بسته کرد تا از دست دادن آب کاهش یابد. این کار با انقباض ماهیچه‌های نزدیک اطراف روزنک، انجام می‌شود. برای باز شدن، ماهیچه شُل می‌شود. ماهیچهٔ نزدیک‌تر توسط دستگاه عصبی مرکزی کنترل می‌شود، اما می‌تواند به محرک‌های شیمیایی موضعی نیز واکنش نشان دهد. چندین حشرهٔ آبزی روش‌های بسته شدن مشابه یا جایگزینی برای جلوگیری از ورود آب به نای دارند. زمان و مدت بسته شدن روزنک می‌تواند بر تعداد تنفس جاندار تأثیر بگذارد. روزنک‌ها همچنین ممکن است توسط موهایی احاطه شوند تا جنبش هوا در اطراف دهانه به حداقل برسد و در نتیجه، از دست دادن آب به حداقل برسد.
بیشتر هزارپایان دارای روزنک‌های جانبی جفتی شبیه به حشرات هستند. صدپاهای Scutigeromorph یک استثنا هستند که دارای روزنک‌های جفت نشده و غیرقابل بستن در لبه‌های پشتی پشت‌پهنه‌ها هستند.
کرم‌های مخملی دارای روزنک‌های کوچکی هستند که روی سطح بدن پراکنده شده و به نای‌های بدون انشعاب متصل می‌شوند. ممکن است ۷۵ روزنک در یک بخش از بدن وجود داشته باشد که بیشتر در سطح پشتی هستند. روزنک‌ها را نمی‌توان بست، به این معنی که کرم‌های مخملی به‌راحتی آب بدن خود را از دست می‌دهند و بنابراین به زندگی در زیستگاه‌های مرطوب محدود می‌شوند.
اگرچه همهٔ حشرات دارای روزنک هستند، اما تنها برخی از عنکبوت‌ها مانند گوی‌بافان و عنکبوت‌های گرگی دارای آن هستند. از نظر اجدادی، عنکبوت‌ها شش‌های کتاب‌مانند دارند، نه نای. با این‌حال، برخی از عنکبوت‌ها یک سیستم نای مستقل از سیستم نای در حشرات تکامل داده‌اند، که شامل تکامل مستقل روزنک‌ها نیز می‌شود. با این‌حال، این عنکبوت‌ها شش‌های کتاب‌مانند خود را حفظ کرده‌اند، بنابراین هر دو را دارند.